# D'OM LE VRAI SENS
D'OM LE VRAI SENS est un concerto pour clarinette de la compositrice finlandaise Kaija Saariaho composé en 2010.

## Contexte historique
L'œuvre est une commande de l'Orchestre symphonique de la radio finlandaise, la BBC, fundação Casa da Música, l'Orchestre symphonique de la radio suédoise, et Radio France. Elle est créée le 8 septembre 2010 par Kari Kriikku et l'Orchestre symphonique de la radio finlandaise, sous la direction de Sakari Oramo au Finlandia Hall, Helsinki.

## L'œuvre
D'OM LE VRAI SENS est inspiré de la série de tapisseries de La Dame à la licorne. Chaque mouvement du concerto correspond à une tapisserie et en reprend le titre. Le titre de l'œuvre, D'om le vrai sens, est une anagramme du titre de la dernière tapisserie, À mon seul désir.
Le concerto est découpé en 6 mouvements :
1. L'ouïe
2. La vue
3. L'odorat
4. Le toucher
5. Le goût
6. À mon seul désir

La durée d'exécution est d'environ 30 minutes.

## Analyse
Selon Guillaume Kosmicki, l'apparente facilité et la sensualité de l'œuvre ne laissent pas deviner la complexité de sa forme et de son écriture, la différenciant ainsi de Magnus Lindberg, Philippe Hurel ou Marc-André Dalbavie. D'OM LE VRAI SENS est l'anagramme du titre de la sixième partie, qui est le sixième sens. Ce mouvement débute pas une ascension de la clarinette en sons multiphoniques. Elle présente ensuite des « mélodies serpentines » sur fond de murmures de l'orchestre. Ces sont cherche à échapper aux sens ordinaires.

## Discographie
Le premier enregistrement de l'œuvre est réalisé par le clarinettiste Kari Kriikku et l'Orchestre symphonique de la radio finlandaise dirigé par Sakari Oramo en 2011.